# Wolf D. Brennecke

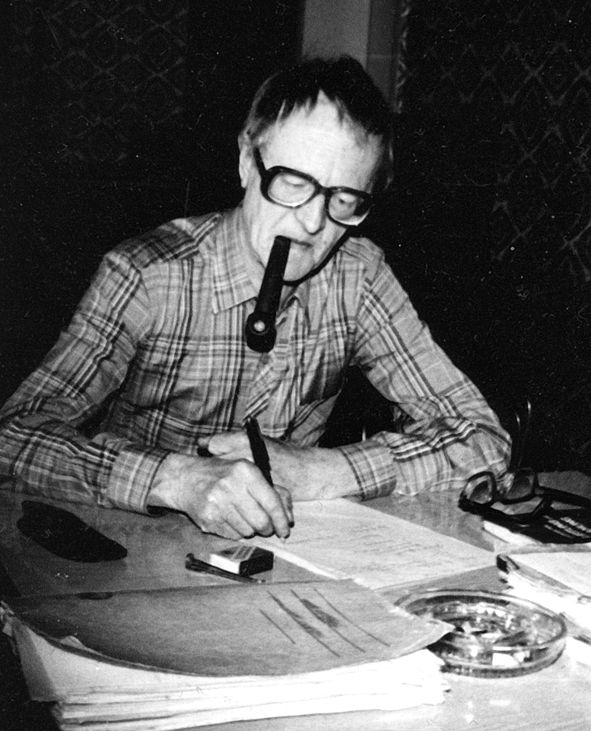
Wolf D. Brennecke am Schreibtisch, 1979

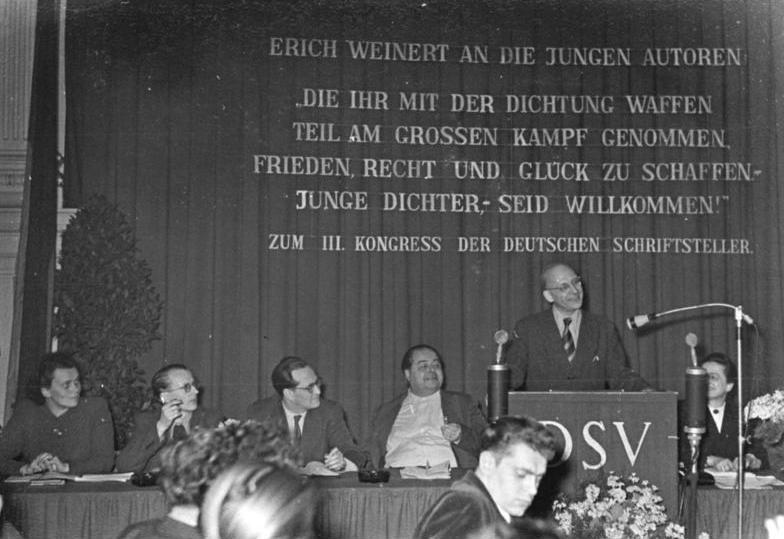
Brennecke (sitzend, zweiter von links) bei der Konferenz junger Autoren in Leipzig 1954

Wolf Dieter Brennecke (* 28. September 1922 in Magdeburg; † 3. Juni 2002 in Thale) war ein deutscher Schriftsteller.

## Leben
Der Sohn des Schriftstellers Bert Brennecke besuchte in seiner Heimatstadt die Volks- und Handelsschule, war Kaufmannslehrling und ab 1941 Soldat im Zweiten Weltkrieg. Am 30. Mai 1941 beantragte er die Aufnahme in die NSDAP und wurde zum 1. September desselben Jahres aufgenommen (Mitgliedsnummer 8.582.510). Nach einer schweren Verwundung 1944 geriet er in Kriegsgefangenschaft. Nach 1945 war er Transportarbeiter, Kohlentrimmer und Druckereikaufmann. Ab 1949 lebte er als freiberuflicher Schriftsteller in Magdeburg und später in Halberstadt.
Zeitweise leitete er (ab 1953) die von Otto Bernhard Wendler mitbegründete Magdeburger Arbeitsgemeinschaft Junger Autoren, in der Brigitte Reimann eine der ersten Nachwuchsautorinnen war, und leitete Kurse schreibender Arbeiter an der Technischen Hochschule Magdeburg, an denen unter anderem Birgit Herkula, Jörg Mantzsch und Matthias Biskupek teilnahmen. Zwischen 1958 und 1963 war er als Nachfolger von Otto Bernhard Wendler Vorsitzender des DDR-Schriftstellerverbandes im Bezirk Magdeburg. Neben zahlreichen Beiträgen im Feuilleton (vor allem für die Volksstimme), Schauspielen, Hörspielen, Romanen, Krimis und Jugendbüchern verfasste er auch den wissenschaftlich-phantastischen Roman Die Straße durch den Urwald über ein Bauprojekt einer fiktiven sozialistischen Regierung Brasiliens. Das Buch ist der einzige utopische Abenteuerroman der DDR, der in Lateinamerika spielt.

## Werke (Auswahl)
- 1950 Neulich kam Anton, Kurzgeschichten, Lied der Zeit, Berlin, DNB 573898278
- 1952 Das ehrliche Glück, Erzählungen, Das Neue Berlin, Berlin, DNB 860178064
- 1952 Erich und das Schulfunkstudio, Kinderroman, Kinderbuchverlag Berlin, Berlin, DNB 573898243
- 1954 Junge Herzen. Zwei Erzählungen, Verlag Neues Leben, Berlin, DNB 574289755 (mit Rainer Kerndl)
- 1958 Peter zwischen den Stühlen, Roman einer jungen Ehe, Verlag Neues Leben, Berlin, DNB 450613720
- 1959 Die Nacht in der Hütte, Erzählung, Verlag Neues Leben, Berlin, DNB 450613704
- 1962 Der Engel auf dem Marktplatz und andere lustige Geschichten, Kinderbuchverlag Berlin, Berlin, DNB 450613682
- 1965 Der gute Onkel Arthur, Krimi, Das Neue Berlin, Berlin, DNB 450494691 (Blaulicht Bd. 57)
- 1967 Der Ritt in die Berge, Abenteuerroman, Verlag Neues Leben, Berlin, DNB 456186484
- 1972 Die Straße durch den Urwald, Utopischer Abenteuer-Roman, Verlag Das Neue Berlin, Berlin, DNB 730405656
- 1977 Monk, oder Wer dreht schon Tauben den Hals um?, Roman, Verlag Tribüne, Berlin, DNB 780237153
- 1986 Mándola. Krimi, Mitteldeutscher Verlag, Halle und Leipzig, DNB 870711288
- 1986 Ein Fremder kam nach Aripuanã, Abenteuerroman, Militärverlag der Deutschen Demokratischen Republik, Berlin, DNB 760074321
- 1990 Meine Flitterwochen mit Mister Spotny, Detektivgeschichten, Halle und Leipzig: Mitteldeutscher Verlag
- 1999–2001 Meine Monke-Geschichten, fünf Bände, Halberstadt: Halberstädter Druckhaus GmbH

## Hörspiele
- 1974: Abriß eines Hauses – Regie: Fritz-Ernst Fechner (Hörspiel – Rundfunk der DDR)

## Auszeichnungen
- 1950 Literaturpreis der FDJ
- 1950 Erich-Weinert-Medaille
- 1951 Preis des Ministeriums für Kultur der DDR